# Enna paraensis
Espèce
Enna paraensis est une espèce d'araignées aranéomorphes de la famille des Trechaleidae.

## Distribution
Cette espèce est endémique du Pará au Brésil,. Elle se rencontre dans le bassin du rio Mapuera.

## Description
La carapace de la femelle holotype mesure 3,73 mm de long sur 3,32 mm de large.

## Étymologie
Son nom d'espèce, composé de para et du suffixe latin -ensis, « qui vit dans, qui habite », lui a été donné en référence au lieu de sa découverte, le Pará.

## Publication originale
- Silva, Lise & Carico, 2008 : Revision of the Neotropical spider genus Enna (Araneae, Lycosoidea, Trechaleidae). Journal of Arachnology, vol. 36, p. 76-110 (texte intégral).